# باسكال شوماخر
باسكال شوماخر (بالفرنسية: Pascal Schumacher)‏ هو عازف جاز وملحن لوكسمبورغي، ولد في 12 مارس 1979 في لوكسمبورغ في لوكسمبورغ.

## وصلات خارجية
- الموقع الرسمي
- باسكال شوماخر على موقع ميوزك برينز (الإنجليزية)
- باسكال شوماخر على موقع ديسكوغز (الإنجليزية)